# Gerardus Emaus de Micault

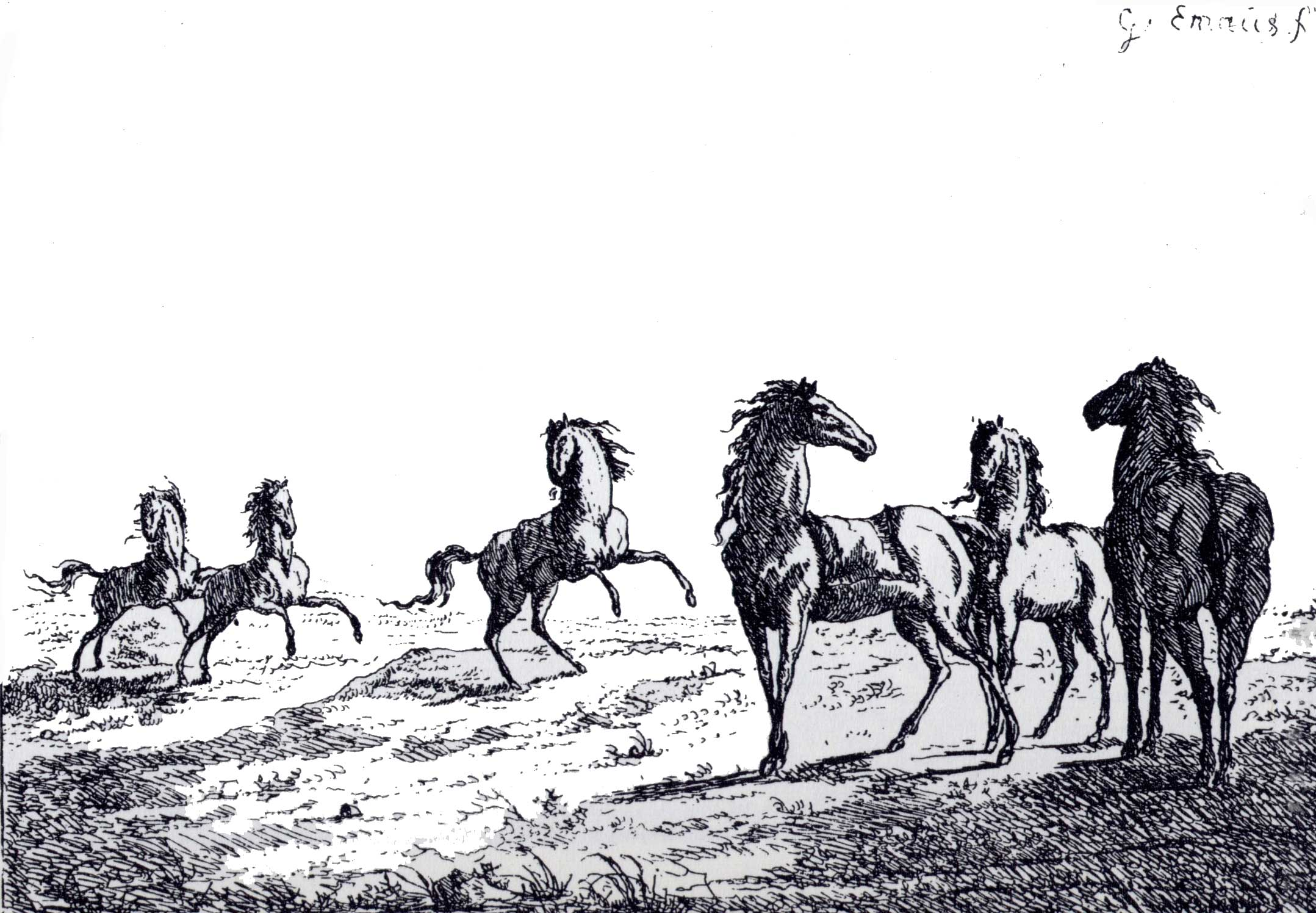
Paardenstudie door Gerardus Emaus de Micault

Gerardus Emaus de Micault (Helmond, 17 februari 1798 - Gouda, 25 november 1863) was een Nederlands tekenaar en etser.
Gerardus Emaus de Micault was zoon van de uit Dordrecht afkomstige Pieter Emaus de Micault en Maria Charlotte van der Lith uit Helmond. Hij was getrouwd met Maria Johanna Trijsenaar.
De Micault was van beroep belastingontvanger, maar was daarnaast tekenaar en etser die een omvangrijk oeuvre naliet. Hij is achtereenvolgens werkzaam geweest in 's-Gravenhage, Lochem, Culemborg en Gouda. Als etser en tekenaar was hij een leerling van de officier en schilder Ernst Willem Jan Bagelaar.
De Micault is vooral bekend geworden door zijn soldatentaferelen, zijn paardenstudies en landschappen.
Voorts schreef hij onder meer een studie over amuletten “De amuletten in haren oorsprong en verderen voortgang” geïllustreerd met door hemzelf vervaardigde litho’s (1847).
Het "museumgoudA "Het Catharina Gasthuis" bezit veel van zijn werken, daarnaast zijn er prenten van hem te vinden in het Museum Boijmans Van Beuningen te Rotterdam en in het Rijksmuseum te Amsterdam.

## Enkele werken van Gerardus Emaus de Micault
- Paardenstudie
- Soldaten verrassen boerenfamilie verborgen achter een graf
- Boerenschuur - ets (Museum Boijmans van Beuningen)

- Biografisch Portaal: 23934805
- Digitale Bibliotheek voor de Nederlandse Letteren: emau001
- International Standard Name Identifier: 0000 0003 9001 8310
- Library of Congress Control Number: no2015022136
- Nederlandse Thesaurus van Auteursnamen: 191674842
- RKD-Nederlands Instituut voor Kunstgeschiedenis: 26152
- Union List of Artist Names: 500590668
- Virtual International Authority File: 283584305
- WorldCat: E39PBJkMDJfWKQ9yPMhH7HXmVC